# Rustaq (Oman)
Koordinaten: 23° 23′ N, 57° 25′ O

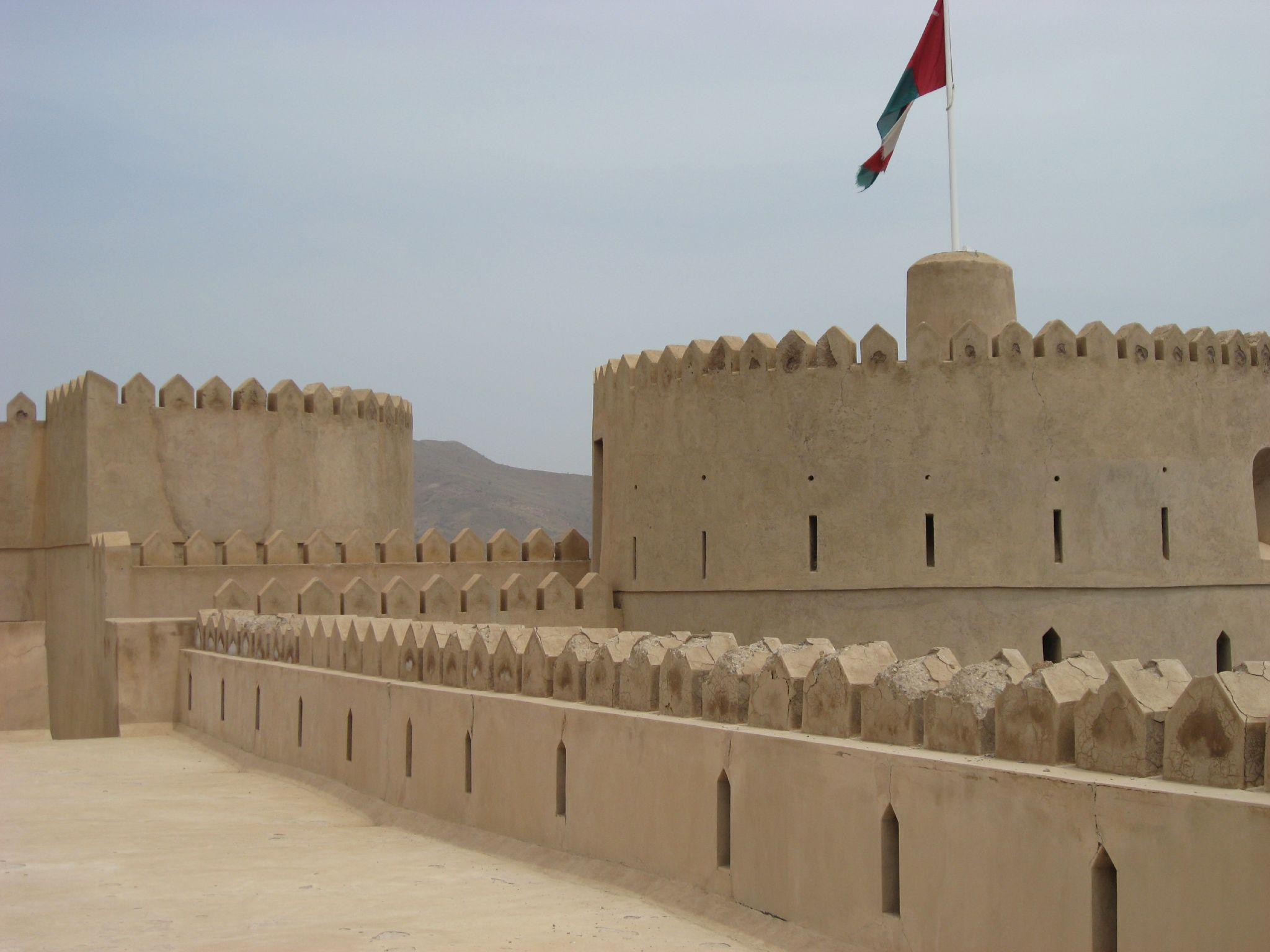
Festung Rustaq

Rustaq (arabisch الرستاق, DMG ar-Rustāq) ist eine historische Stadt in Oman am Nordrand des Hadschar-Gebirges mit guter Verbindung in die fruchtbare Küstenebene al-Batina.
Rustaq (persisch für Grenzgebiet) war im 7. Jahrhundert unter Kontrolle der Perser. 1624 legte der erste Herrscher der Yaruba-Dynastie Nasir ibn Murschid seinen Sitz nach Rustaq. Die Festungsanlage Qalʿat al-Qasra wurde in dieser Zeit erbaut. 1784 verlegte Hamad ibn Said den Regierungssitz nach Maskat. Bis in die 1950er Jahre blieb die Stadt, wie auch andere inneromanische Orte, eigenständig. Rustaq ist Hauptstadt der Wilayat Rustaq und Hauptstadt des Gouvernements Dschanub al-Batina.

## Persönlichkeiten
- Abdullah al-Sooli (* 1988), Sprinter
- Harib al-Saadi (* 1990), Fußballspieler
- Mahmood al-Mushaifri (* 1993), Fußballspieler
- Khalid al-Hajri (* 1994), Fußballspieler
- Muhsen al-Ghassani (* 1997), Fußballspieler
- Mohammed al-Ghafri (* 1997), Fußballspieler